# Бере (сорт груші)

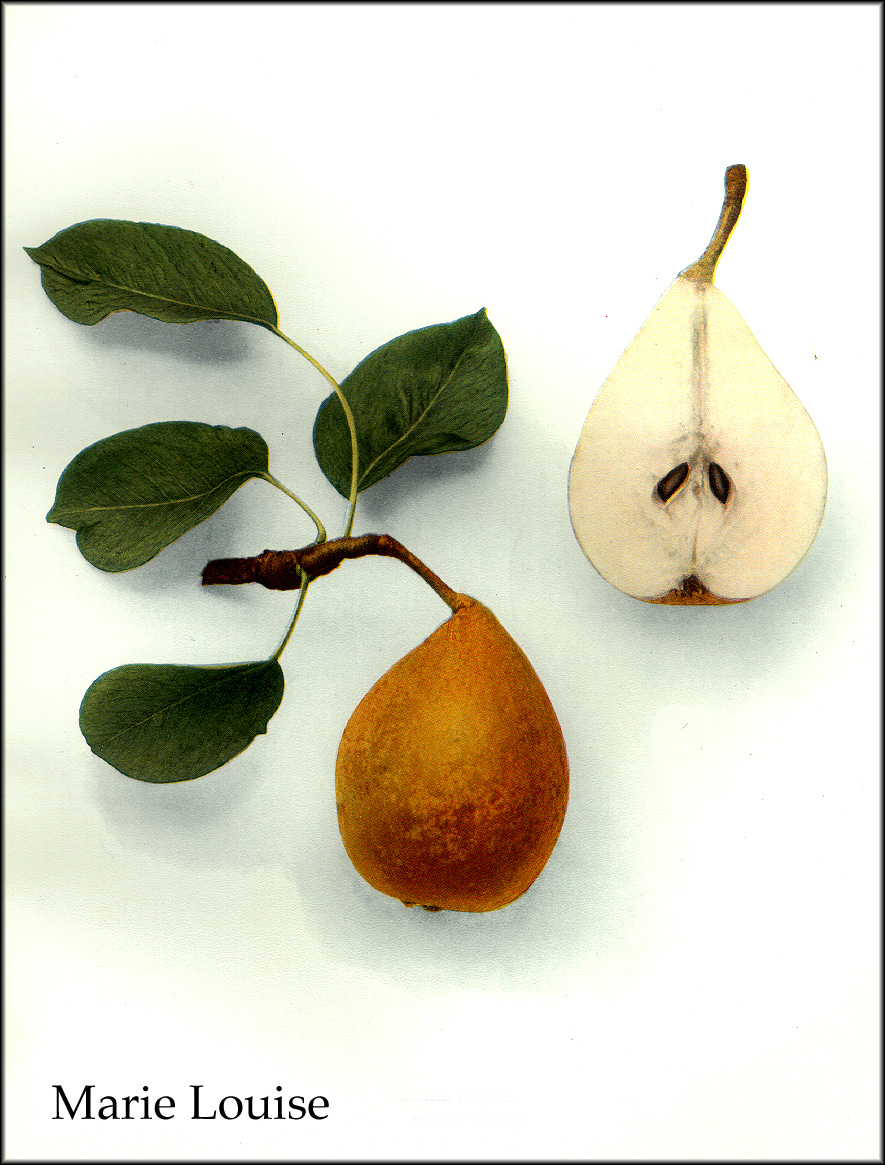
Ілюстрація груші сорту 'Марі-Луїз' (Лісова красуня), 1921 рік

Бере́ — назва групи південних столових сортів груші, плоди яких мають видовжену форму і соковитий маслянистий м'якуш. 

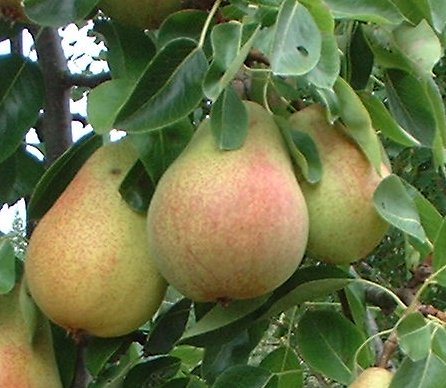
Плоди Улюблениці Клаппа

З промислових сортів груш до групи Бере належать:
- літні — Улюблена Клаппа, Вільямс;
- осінні — Лісова красуня, Бере Боск, Бере Лігеля, Бере Гарді, Бере Діль;
- зимові — Бере Арданпон, Деканка зимова.

Майже всі сорти Бере вимогливі до зволоження ґрунту.